# Georgine von Milinkovic
Georgine von Milinkovic (auch Milinković; * 7. Juli 1913 in Prag, Österreich-Ungarn; † 26. Februar 1986 in München) war eine deutsche Opernsängerin mit der Stimmlage Mezzosopran.

## Leben
Georgine von Milinkovic stammte ursprünglich aus einer kroatischen Familie.
Sie studierte Gesang an der Musikhochschule in Zagreb und war Schülerin von Marija Kostrenčić, die auch die Lehrerin der Sopranistin Zinka Milanov gewesen war. Weitere Gesangsstudien führten von Milinkovic nach Wien.
Als Opernsängerin debütierte sie 1935 am Opernhaus von Zagreb als Erda in der jugoslawischen Erstaufführung der Oper Das Rheingold von Richard Wagner. Von 1937 bis 1940 war Georgine von Milinkovic festes Ensemblemitglied am Stadttheater Zürich. Dort sang sie 1938 die Rolle der Gräfin Helfenstein in der Uraufführung der Oper Mathis der Maler von Paul Hindemith. 1940 wurde sie an die Bayerische Staatsoper in München engagiert. Sie stand 1944 in der Gottbegnadeten-Liste.
Von 1945 bis 1948 war sie an der Staatsoper Prag engagiert. In dieser Zeit führten sie weiterhin Gastspiele nach München und Wien. 1948 wurde Georgine von Milinkovic schließlich festes Ensemblemitglied der beiden Staatsopern in München und Wien.
Sie gastierte regelmäßig bei den Salzburger Festspielen. 1952 wirkte sie in Salzburg in der Uraufführung der Oper Die Liebe der Danae von Richard Strauss als Alkmene mit. 1952 sang sie dort auch die Marcellina in Le nozze di Figaro von Wolfgang Amadeus Mozart. 1959 folgte die Haushälterin in der Oper Die schweigsame Frau, ebenfalls von Richard Strauss, an der Seite von Fritz Wunderlich, Hermann Prey, Hilde Güden und Hans Hotter. Von 1954 bis 1957 gehörte Georgine von Milinkovic zum festen Ensemble der Bayreuther Festspiele. Sie übernahm dort sowohl die großen Mezzosopran- und Altpartien in den Musikdramen von Richard Wagner, als auch kleinere Rollen: 1954 bis 1957 sang sie alljährlich die Fricka in Der Ring des Nibelungen, außerdem 1954, 1955 und 1957 die Grimgerde, sowie 1956 die Siegrune in Die Walküre. 1954, 1955 und 1957 interpretierte sie die Zweite Norn in der Götterdämmerung. 1956/1957 sang sie außerdem die Magdalene in Die Meistersinger von Nürnberg.
Georgine von Milinkovic trat zwischen 1948 und 1969 an der Wiener Staatsoper in über 500 Vorstellungen in 23 verschiedenen Partien auf. Sie sang schwerpunktmäßig die großen dramatischen Mezzosopranrollen in den Opern von Giuseppe Verdi (Azucena, Maddalena, Prinzessin Eboli, Amneris) und von Richard Strauss (Herodias, Klytämnestra). Weitere Hauptpartien waren die Titelrolle in Carmen von Georges Bizet, sowie die Ortrud in Lohengrin und die Brangäne in Tristan und Isolde von Richard Wagner. Später kamen in Wien auch komische Rollen und Charakterpartien hinzu.
Sie gastierte an der Grand Opéra Paris (1952 als Herodias, 1953 als Brangäne), am Teatro San Carlos in Lissabon (1952 als Herodias), an der Oper von Monte Carlo (1952 als Herodias), am Teatro Comunale in Bologna (1954 als Rheingold-Fricka), am Teatro Colón in Buenos Aires (1954 als Brangäne) und am Teatro Massimo in Palermo (1955 als Kundry). Große Erfolge hatte sie in der Saison 1957/1958 auch an der Covent Garden Opera in London als Klytämnestra und als Fricka.
Georgine von Milinkovic blieb bis 1968 ständiges Mitglied der Staatsopern in München und Wien. Mit der Rolle der Marcellina nahm sie 1968 im Cuvilliés-Theater Abschied von ihrem Münchner Publikum. Letztmals war sie im Oktober 1969 an der Wiener Staatsoper, wiederum als Marcellina, zu hören.
Das durch Rundfunkaufnahmen, Live-Mitschnitte und Schallplatten überlieferte musikalische Schaffen von Georgine von Milinkovic wurde in den letzten Jahren teilweise auch auf CD wiederveröffentlicht.

## Aufnahmen (Auswahl)
- Richard Strauss: Der Rosenkavalier, mit Viorica Ursuleac, Georgine von Milinkovic, Adele Kern, Ludwig Weber, Georg Hann; Dirigent: Clemens Krauss, Bayerisches Staatsorchester, Gesamtaufnahme München 1942, Preiser Records
- Giuseppe Verdi: Aida in deutscher Sprache, mit Leonora Lafayette (Aida), Josef Gostic (Radames), Georgine von Milinkovic (Amneris), Ferdinand Frantz (Amonasro), Gottlob Frick (Ramfis), Walter Berry (Il Re), Karl Ostertag (Bote), Elisabeth Lindermeier (Tempelsängerin), Chor und Orchester des Bayerischen Rundfunks München, Clemens Krauss (Dirigent), 1953 (2005 AfHO/Line Music GmbH - Cantus Classics 2005)